# 尾張川の戦い
尾張川の戦い（おわりがわのたたかい）は、承久3年（1221年）6月5日から6日にかけて、尾張・美濃国境付近の尾張川（現木曽川）において鎌倉幕府軍と朝廷軍との間で行われた戦闘である。承久の乱の一つに位置づけられる。

## 乱の勃発
後鳥羽上皇が討幕計画を行動に移したのは1221年（承久3年）5月14日であった。上皇は城南寺の「流鏑馬ぞろい」と称して諸国の兵を集めた。北面・西面の武士のほかに、山城国・大和国・近江国・丹波国・美濃国・尾張国など14ヶ国の兵、1700騎が応じた。尾張の武士団は守護小野盛綱を始め、山田次郎重忠、熱田神宮の大宮司家の一族が京方に加わった。その他源氏に連なる一族の多くも京方に味方した。背景には、皇族領を始め荘園体制を通して伝統的に京都の影響力が強かったこと、地理的に京都方の勢力圏にあったこと、院の有力近臣坊門忠信が知行国主（乱当時は大江親広）として尾張の院勢力を扶植していたこと、鎌倉源氏将軍断絶のあと、源氏にゆかりの熱田大宮司などは反北条氏的側面を持っていたこと、守護小野成綱の子義成が検非違使判官に任ぜられ、その弟盛綱も一条能保の家人となっていたように、大番役などで在京するうちに院に接近するようになっていったものもいた、などの理由が考えられる。
5月15日、上皇は執権北条義時追討の院宣を諸国に発した。この報は直ちに鎌倉に伝えられたが、勅旨・院宣が絶対の権威を持っていた時代であったので、事は重大であった。倒幕の軍が攻め寄せるかもしれないと幕府首脳は困惑した。このとき、集まった武士たちに尼将軍北条政子が叱咤激励したことは有名である。政子の言葉を聞いた武士たちは団結して幕府の体制を守り抜くことを誓ったという。意を決した義時は5月22日、子泰時を将として大軍を西上させた。
京方も驚き、急いで作戦会議を開き、何が何でも木曽川で防戦することとし、6月3日、官軍は都を出発した。頼みは南都北嶺の僧兵と京都近国の武士たちであった。また、木曽川を支える間に西国武士の立ち上がるのを待った。しかし延暦寺の堂衆たちは上皇に抑圧されていたし、東大寺・興福寺の衆徒たちも立ち上がろうとはせず、近国の武士たちも鎌倉方大挙上京の知らせを聞いて京方への参加をためらった。

## 九瀬と木戸
鎌倉時代、京都・西国との交通路は東からも西からも濃尾平野に集まって通じていた。京から近江路を経て、不破の関を過ぎると美濃・尾張の平野が開け、揖斐川・長良川・木曽川の三川が流れていた。ここで中山道と美濃路を分岐して東国へと続いていた。
当時の木曽川の流路は現在と異なり、各務原市前渡あたりからやや北西に流れ、羽島郡岐南町を通り、現在の境川に近いコースを取りながら墨俣町を経て、長良川と合流していた。
承久の乱で戦場となったのは、木曽川を挟んだ美濃・尾張と宇治川の瀬田である。なかでも激戦が行われ、大勢を決したのは木曽川沿いの戦いで、当時木曽川は尾張川と呼ばれていたため、これを尾張川の戦いという。
この尾張川には、現在の美濃加茂市から岐阜市市橋までの間に九ヶ所の浅瀬があり「九瀬」と呼んでいた。九瀬には渡し場があったというが、全部が渡し場ではなく「木戸」が置かれた場所ともいう。木戸は入口のことであるが、この場合は戦のために設けられた陣地、砦を意味すると思われる。この九瀬及びその周辺へ12の木戸が設けられ、両軍が布陣したと記録されている。この記録は『承久記』・『吾妻鏡』など、書によって地名の表記が違い、木戸の数も若干異なっている。
| 九瀬   |        | 大炊ノ瀬 | 鵜沼ノ瀬 | 板橋     |            | 気勢       | 大豆途 | 食ノ渡 |          | 薭島 | 墨俣 | 市河前 |
| 木戸   | 阿井渡 | 大井戸   | 売間瀬   | 板橋     | 火御子     | 伊義渡     | 大豆途 | 食渡   | 上瀬     | 洲俣 |      |        |
| 比定地 | 川合町 | 太田町   | 鵜沼     | 鵜沼羽場 | 鵜沼上戸町 | 大伊木     | 前渡   | 印食   | 茜部野瀬 | 平島 | 墨俣 | 市橋   |
| 対岸地 | 川合町 | 土田     | 内田     | 木津     |            | 山那・小淵 | 草井   |        |          |      |      |        |

## 経過
6月3日、鎌倉方が遠江国府に着いたとの報を受け、公卿僉議が開かれ、北陸・東山・東海三道に藤原秀康を追討使とする軍勢の派遣が決められたが、遅きに失していた。美濃国（木曽川右岸）が最も重要な防衛ラインと考え、木曽川沿いの大井戸渡に大内惟信、摩免戸渡に藤原秀康ら主力軍を送って迎撃態勢を取った。藤原秀康・秀澄兄弟ら院近臣の武士、大内惟信、佐々木広綱、五条有長、小野盛綱、三浦胤義ら有力な在京御家人、源翔のような西面の武士、山田重忠・重継父子、蜂屋、神地、内海、寺本、開田、懸橋、上田といった美濃・尾張の武士で構成された軍勢である。『慈光寺本承久記』はその総数を鎌倉方の10分の1程度、1万9316騎、『承久記』は総勢1万7500騎とする。ところが、「海道大将軍」の藤原秀澄は、このうちの「山道・海道1万2000騎」を12ヶ所の木戸に分散させる策を取ったという。当然、各木戸の兵力はさらに少なくなり、明らかに失策であった。こうした戦術の選択について、『慈光寺本承久記』も「哀レナレ」と批判的に叙述している。
6月5日の朝、北条時房、泰時は一宮近くまで達し、評議の上で軍を以下のように分けた。鵜沼渡には毛利季光、池瀬には足利義氏、板橋には狩野宗茂、摩免戸には北条泰時、三浦義村以下の侍所の人員、墨俣には北条時房、安達景盛と豊島、足立、江戸、川越ら武蔵国の面々。京方・鎌倉方ともに、主力を摩免戸・墨俣の要害に投入していることが分かる。鎌倉軍の配陣について『吾妻鏡』には次のように書かれている。

### 大井戸
美濃加茂市川合町にあたる。東山道を進んだ武田信光、小山朝長、結城朝光らは6月5日の夜に大井戸渡での渡河を強行した。美濃国大井戸付近まで来た鎌倉方東山道軍の大将軍武田信光は、小笠原長清に「鎌倉方が勝つならば鎌倉方に付こう。京方が勝つなら京方に味方しよう。これこそ弓矢の道に生きる武士のしきたりだ」と持ち掛けた。ところが武田・小笠原の出方を予測していた北条時房が書状を送り、大井戸・川合の渡河作戦を成功させたら恩賞として美濃・尾張・甲斐・信濃・常陸・下野の6ヶ国の守護を保証すると提案した。リアルな恩賞を提示され、武田・小笠原は即座に渡河を決行したという。大井戸・川合で木曽川を渡った武田・小笠原の鎌倉方東山道軍に対し、京方は奮戦したものの、子の帯刀左衛門惟忠を討たれた大内惟信は戦場から逃亡、蜂屋入道は負傷して自害、その子蜂屋三郎も戦死し、五条有長・糟屋久季は負傷して後方に下がるなど京方東山道軍は悉く退却した。そこで、武田・小笠原軍は下流の鵜沼渡に向けて進軍を開始した。

### 鵜沼渡
各務原市鵜沼、対岸は犬山市内田にあたる。鵜沼渡には京方軍の斎藤親頼と神地頼経ら1000余騎が守っていた。鵜沼から下流の木戸は東海道を進んできた鎌倉勢によって戦いが仕掛けられた。6月6日の暁、ここに攻め込んだのは毛利季光らである。鵜沼の京方は敗れ、大井戸渡と川合渡を占拠した幕府軍が下流に向かって馬を進めてくると知るや、神地頼経は上田刑部という武士から「人の身に命より大切なものはなく、天野政景を頼り北条泰時に寝返ってみてはどうか」と意見されると考えを改め、北条泰時に降伏した。しかし泰時は日和見主義者が嫌いで、東国の武士にそれが習慣づいてはまずいとの判断も重なって、神地父子9人の首を斬り、金の竿の先に刺して晒し物とした。しかし『吾妻鏡』では乱の終わった6月20日に貴船（京都府左京区）あたりで捕らえられたとしている。

### 板橋
各務原市鵜沼羽場町、対岸は犬山市木津にあたる。羽場周辺の段丘を防御の陣とした。板橋の陣は『吾妻鏡』にはなく『承久記』のみにある。京方軍の荻野景員、山田重継ら1000余騎が敗退している。

### 池瀬
『古活字本承久記』では気瀬、『慈光本承久記』では伊義渡、『吾妻鏡』では池瀬となっている。各務原市鵜沼大伊木町にあたり対岸は扶桑町山那・小淵になる。
気瀬と板橋は近くで、京方軍は朝日判官代頼清・関左衛門尉政綱・土岐次郎判官代国衡・関田太郎重国ら1000余騎が陣を敷いていた。これを川下から攻め込んだのは武蔵前司足利義氏・狩野介入道宗茂らであった。鎌倉軍は岩倉街道を通って山那・木津あたりに出たものと推定される。

### 摩免戸
各務原市前渡、対岸は江南市草井である。京方は鎌倉を迎える最重要地点と考えたのか、藤原秀康や近江守護佐々木広綱ら1万余騎を配した。鎌倉方も北条泰時・三浦義村らの大軍を現在の江南市の木曽川沿いに配置した。大井戸が敗れたことを知った大豆途の京方の本陣は動揺した。藤原秀康、三浦胤義も多くの敵を討ち取ったが、最後には退却せざるを得なかった。6月6日の早朝、北条時氏・有時が大江佐房、阿曽沼親綱、小鹿島公成、波多野経朝、三善康知、安保実光らとともに摩免戸を打ち渡った。
山田重忠の奮戦
矢を放つこともなく敗走する京方の中で、山田重忠と鏡久綱は留まって戦った。尾張と美濃の境に本拠を置く重忠であるが、出自は美濃源氏の重宗流であった。鎌倉幕府の成立以降、美濃国では国房流が勢力を拡大し、重宗流は迫害を受けていた。系図集『尊卑分脈』は、重忠・重継父子同様、開田重国・重知父子、木田重季、高田重朝・重村・重慶兄弟、小島重茂、その甥重継・重通兄弟、足助重成らに「承久京方美濃国大豆戸において討たれ了」「承久京方討たれ了」などの注釈を加えている。彼らは「重」の字を通字とする美濃源氏重宗流の武士である。在地の現状を打破するため京方に付いたが、その思いも虚しく各所で敗退したのである。
最後には重忠も退却。久綱だけはその場に残り、姓名を記した旗を高くそびえたつ岸に立て置き、しばらくは幕府軍の兵をあしらっていたが、やがて「臆病な秀康に付き従ったため、思うように合戦することができず、非常に後悔している」と言い残し、自害した。
6日の夕方には大豆途の京方の本陣には1人もおらず、雑人を14、5人蹴散らしたに過ぎなかったという。

### 食渡
食渡の惟宗孝親、下条は、鎌倉方の狩野宗茂、大和入道らが川を渡るのを見て、矢を一つもいることなく逃亡した。

### 上瀬
次々と京方の防御柵が破られる中、勇猛ぶりを見せたのが上瀬を守る摂津渡辺党の西面の武士、源翔だった。敵中に馬で駆け込んで組打ちをし、入れ違いに馬を馳せ、「我ハ翔、我ハ翔」と叫びながら敵を討ち取ったのである。しかし、その翔も最後には退却した。

### 墨俣
6月6日夜には海道大将軍藤原秀澄も墨俣を棄てて退却した。

## 戦後
6月5日夜、大井戸で始まり、6日には一挙に決戦が行われ、12の木戸を守っていた京方の軍勢は抗しきれず、6日の午の刻（12時）以前にはほとんどの京方の陣が落とされ、散り散りになって西へ退却した。板橋・鵜沼・池瀬・摩免戸の陣地を攻撃するため、鎌倉方の軍は現在の犬山市北西部、扶桑町、江南市北部を駆け巡り、村人にも大きな影響を与えたことであろう。
上皇軍が総崩れとなり、墨俣などの要害をすべて放棄したのを確認して、北条時房、泰時以下の軍勢は野上・垂井の両宿に陣を構える。次の作戦行動について話し合った末、三浦義村の献策に従い、北陸道軍との合流前に瀬田・手上・宇治・芋洗・淀渡などの要衝を制圧することにした。

## 参戦武将
幕府軍
- 土田 - 武田信光、武田信政、小笠原長清、小山朝長、結城朝光
- 内田 - 毛利季光
- 山那・小淵 - 狩野宗茂、足利義氏
- 草井 - 北条泰時、三浦義村、北条時氏、北条有時、大江佐房、阿曽沼親綱、小鹿島公成、波多野経朝、三善康知、安保実光、伊佐行政
- 墨俣 - 北条時房、安達景盛

朝廷軍
- 阿井渡 - 蜂屋入道
- 大井戸渡 - 大内惟信、五条有長、糟屋久季
- 鵜沼渡 - 斎藤親頼、神地頼経
- 板橋 - 荻野景員、山田重継
- 池瀬 - 朝日頼清、土岐国衡、開田重知
- 摩免戸 - 藤原秀康、佐々木広綱、小野盛綱、三浦胤義、鏡久綱
- 薭島 - 加藤光定
- 食渡 - 臼井太郎、惟宗孝親
- 上瀬 - 源翔
- 墨俣 - 藤原秀澄、山田重忠
- 市脇 - 加藤光員

## 意義
尾張川の戦いは京方の敗戦に終わり、続く6月14日、宇治・勢田の戦いで京方は壊滅し、15日には鎌倉軍が入京している。この尾張川の戦いは朝廷と幕府の力関係を逆転し、武家政権を確立させた歴史上極めて重要な意義を持っている。幕府の京方に対する処置は極めて厳しく、後鳥羽・土御門・順徳三上皇の配流、仲恭天皇の廃位を始め、討幕計画に関与した貴族は処罰され、京方に味方した武士の大半は斬罪に処せられた。北条泰時・時房は六波羅探題として京都の警備、朝廷の監視、尾張以西の御家人を統括することになり、幕府に次ぐ重要な役割を果たすことになった。
こうして確立された鎌倉の政権は、以後100年余り元寇などの大事を乗り越え、建武の新政まで続くことになる。

## 供養塔
岐阜県各務原市矢熊山中腹に供養塔がある。各務原市指定史跡。摩免戸の戦いでの鎌倉、京都両軍の戦没者供養のため、この地の人々の手により西宮寺に安置されていたもので、その後、木曽川の氾濫により寺は流され供養塔も埋もれたままになっていたが、1932年（昭和7年）の県道工事の際に発掘され、有志の手によって佛眼院のある矢熊山（前渡不動山）に移された。現在も毎年6月に供養祭が行われている。